# Kim Ir Sen
Kim Ir Sen, właściwie Kim Il Sung (ur. jako Kim Song Ju) (kor. 김일성, 김성주; ur. 15 kwietnia 1912 w Man’gyŏngdae w Pjongjangu, zm. 8 lipca 1994 w Pjongjangu) – północnokoreański polityk, partyzant w okresie okupacji Półwyspu Koreańskiego przez Cesarstwo Wielkiej Japonii, przywódca Korei Północnej w latach 1946–1994, marszałek i generalissimus Koreańskiej Armii Ludowej, wieloletni przywódca Partii Pracy Korei, 5 września 1998 roku nadano mu tytuł Wiecznego Prezydenta Koreańskiej Republiki Ludowo-Demokratycznej. Jest założycielem Koreańskiej Republiki Ludowo Demokratycznej.

## Życiorys

### Wczesna działalność
Kim Hyong Jik, ojciec przywódcy, był działaczem chrześcijańsko-narodowej opozycji wobec japońskiej okupacji Korei. Mimo starań, jak zapisanie do szkoły misyjnej, nie udało mu się zaszczepić w synu wiary chrześcijańskiej. Od 1924 Kim Ir Sen przebywał w Chinach, gdzie wstąpił do młodzieżowego ruchu marksistowskiego. W latach 30. XX wieku należał do partyzantki koreańskiej walczącej z okupacją japońską. Od 1931 należał do Komunistycznej Partii Korei, na której czele stanął w 1945 (od 1948 jest to Partia Pracy Korei). Zdobył wykształcenie wojskowe i polityczne w ZSRR. Podczas II wojny światowej służył w Armii Czerwonej, gdzie jako major dowodził 88 Samodzielną Brygadą Strzelecką złożoną z Koreańczyków i Chińczyków. Na przywódcę partii i państwa koreańskiego wybrano go z powodu braku bardziej kompetentnego, a zarazem posłusznego kandydata (pierwotnie miał nim być Cho Man-sik), mimo że nie posiadał właściwego przygotowania ideologicznego i był bardzo słabo wykształcony (zdaniem amerykańskiego badacza Korei Północnej, B.R. Myersa był niewątpliwie najsłabiej wykształconym przywódcą w całym bloku wschodnim).

### Jako przywódca Korei Północnej

#### Budowa KRLD
Po klęsce Japonii w 1945 powrócił do Korei. Tam stanął na czele Północnokoreańskiego Biura Komunistycznej Partii Korei przekształconego następnie w odrębną Komunistyczną Partię Korei Północnej. W lutym 1946 powołał na północy kraju tymczasowy rząd komunistyczny (Tymczasowy Komitet Ludowy Korei Północnej) oraz utworzył Demokratyczny Front na rzecz Zjednoczenia Ojczyzny, do której oprócz Komunistycznej Partii Korei Północnej należały wówczas Koreańska Partia Socjaldemokratyczna, Nowa Partia Ludowa i Czondoistyczna Partia Czongu. Kilka dni po utworzeniu Frontu, partia komunistyczna połączyła się z mniejszym ugrupowaniem komunistów, Nową Partią Ludową. 28–30 sierpnia 1946, a więc już po zjednoczeniu odbył się kongres założycielski Partii Pracy Korei Północnej. Sekretarzem generalnym ugrupowania wybrany został dotychczasowy reprezentant Nowej Partii Ludowej Kim Tu Bong, Kim Ir Sen został wiceprzewodniczącym partii pozostając jednak przy tym faktycznym liderem północnokoreańskich komunistów.
28 kwietnia 1948 Najwyższe Zgromadzenie Ludowe ogłosiło utworzenie Koreańskiej Republiki Ludowo-Demokratycznej. Szefem państwa północnokoreańskiego wybrany został Kim Tu Bong, Kim Ir Sen został premierem (w 1953 otrzymując dodatkowo stopień marszałka). Nowe państwo nie aspirowało jedynie do rządów na północy kraju. Rząd KRLD uznawał się za jedyny legalny rząd na całym Półwyspie Koreańskim. Stąd też, aby pokazać unifikacyjne plany rządu, 30 czerwca 1949 Partia Pracy Korei Północnej połączyła się oficjalnie z Partią Pracy Korei Południowej, tworząc tym samym ugrupowanie działające pod współczesną nazwą.

#### Wojna koreańska i jej przebieg
Dążąc do siłowego zjednoczenia państw koreańskich, zaatakował w 1950 Koreę Południową, którą destabilizowały wewnętrzne walki (propółnocne powstanie Czedżu) i usilne zwalczanie opozycji przez rządzące tam frakcje (południowokoreański rząd więził ponad 30 tysięcy domniemanych komunistów, i około 300 tysięcy osób podejrzanych o sympatyzowanie z komunistami lub jakimikolwiek grupami opozycyjnymi).
25 czerwca 1950 Koreańska Armia Ludowa (licząca 415 tys. żołnierzy wspartych 150 czołgami i 150 samolotami różnego typu) wkroczyły na terytorium Korei Południowej, przekraczając 38 równoleżnik i zdobywając Seul. Armia południowokoreańska licząca 150 tys. ludzi, 40 czołgów i 14 samolotów nie miała szans samodzielnie oprzeć się inwazji. W odpowiedzi na atak Rada Bezpieczeństwa ONZ uchwaliła 27 czerwca 1950 wysłanie do Korei sił międzynarodowych. ZSRR oficjalnie zbojkotował obrady z powodu nieprzyznania ChRL miejsca w ONZ. Przerzucona z prefektury Yamaguchi (Japonia) amerykańska 24 Dywizja Piechoty została zniszczona w 12-dniowej bitwie pod Daejeonem, a jej dowódca gen. William Dean trafił do niewoli. Do 5 września 1950 wojska KRLD opanowały prawie cały półwysep (95% terytorium Korei Południowej), zamykając wojska amerykańskie i południowokoreańskie w tzw. „worku pusańskim” – w tym momencie ofensywa północnokoreańska została powstrzymana. W międzyczasie KRLD przeprowadziła na południu reformę rolną i nacjonalizację przemysłu oraz nabór do swojej armii. W ramach sił ONZ, 14 państw skierowało do Korei swoje kontyngenty wojskowe, które czasowo rozlokowano w Japonii. 95% tych sił stanowiły wojska amerykańskie. 25 listopada 1950 w odpowiedzi na amerykańską interwencję Mao Zedong wprowadził na front kilkusettysięczną armię Chińskich Ochotników Ludowych. Pod naciskiem Chińczyków i odtwarzającej się armii KRLD oddziały ONZ cofały się, tracąc w styczniu 1951 Seul. Chiny bezskutecznie prosiły o wsparcie ZSRR, Józef Stalin zgodził się jednak jedynie na wysłanie Chińczykom i Koreańczykom sprzętu wojskowego, z czym jednak zwlekał ze względu na chęć utrzymania neutralności.
Brak znaczących efektów działań militarnych po obu stronach zmusiły wreszcie obie strony konfliktu do podpisania 27 lipca 1953 rozejmu. Rozejm został podpisany przez przedstawicieli Korei Północnej w osobie Kim Ir Sena jako zwierzchnika armii Korei Północnej, Chin Ludowych oraz Organizacji Narodów Zjednoczonych. Nieobecność i brak podpisu przedstawiciela Republiki Korei (czyli Korei Południowej) stanowił przez długie lata pretekst dla KRLD do odmowy rozpoczęcia rozmów pokojowych z Południem, które dla Koreańczyków z Północy nie było stroną konfliktu.

#### Konsolidacja władzy, walki frakcyjne
W polityce wewnętrznej wojna stała się pretekstem dla Kim Ir Sena do likwidacji opozycji i militaryzacji kraju. Po zakończeniu działań wojennych następowała stopniowa odbudowa KRLD ze zniszczeń wojennych. Od 1954 w gospodarce wprowadzono centralne planowanie a priorytet miał rozwój ciężkiego przemysłu. Sytuacja polityczno-gospodarcza KRLD pozostała skomplikowana ze względu na stopniowo zachodzący rozłam radziecko-chiński i na skutek zerwania z polityką stalinizmu przez Nikitę Chruszczowa na XX Zjeździe KPZR. Bierne stanowisko ZSRR już w okresie wojny koreańskiej znacznie wpłynęło na osłabienie wpływów sowieckich na postać Kim Ir Sena i Partię Pracy. Wzajemne relacje pogorszyły się jeszcze bardziej po tym, gdy Chruszczow wezwał Kim Ir Sena do Moskwy w lecie 1956, a na miejscu udzielił nagany w związku z nieprzeprowadzeniem procesu destalinizacji w jego kraju.
Kim wbrew zaleceniom ZSRR nie przeprowadził procesu destalinizacji. 30 sierpnia 1956 północnokoreański polityk Choe Chang-ik wygłosił przemówienie, atakując Kim Ir Sena za koncentrowanie władzy partii i państwa w swoich rękach oraz skrytykował linię partii stawiającą na uprzemysłowienie. Choe skrytykował także istnienie państwa policyjnego. W odpowiedzi na krytykę Kim Ir Sen obiecał przeprowadzić reformy, do których jednak nigdy nie doszło, a opozycja partyjna musiała udać się na emigrację do Chin i została usunięta z Komitetu Centralnego. We wrześniu 1956 radziecko-chińska delegacja udała się do Pjongjangu z „instrukcjami” dla Kim Ir Sena, by zaprzestał wszelkich czystek i ponownie nawiązał współpracę z liderami Yan’an i frakcji radzieckiej. Drugie plenum KC, które odbyło się 23 września 1956, oficjalnie ułaskawiło przywódców opozycji, ale w 1957 czystki zostały wznowione i w 1958 frakcja Yan’an przestała istnieć.
Sytuację Kima polepszyło rozpoczęcie się rozłamu sowiecko-chińskiego. W trakcie rozłamu Kim manewrował pomiędzy oboma socjalistycznymi mocarstwami. W 1961 podpisał traktat o przyjaźni i wzajemnej współpracy ze Zhou Enlai, a następnie udał się do ZSRR i podpisał podobny traktat. Od 1962 w kwestiach ideologicznych poparł Komunistyczną Partię Chin. Zwłaszcza po XXII Zjeździe KPZR, Partia Pracy Korei skrytykowała radzieckich przywódców za rewizjonistyczną politykę, oraz za teorię Chruszczowa o pokojowym współistnieniu. W 1962 Korea Północna poparła Chiny w wojnie z Indiami oraz skrytykowała wycofanie się ZSRR z kryzysu kubańskiego. Związek Radziecki odpowiedział, odcinając pomoc dla KRLD, przyczyniając się do poważnego osłabienia przemysłu Korei Północnej. Pomocy nie mogły udzielić także Chiny, pogrążone w chaosie rewolucji kulturalnej. Rewolucja kulturalna spowodowała w końcu wycofanie się Korei z poparcia dla Chin, zarzucając Mao Zedongowi dogmatyzm i lekkomyślność, a nawet oskarżając o przyjęcie „teorii permanentnej trockistowskiej rewolucji”, która była uważana za poważną herezję w świecie komunistycznym.

#### Przyjęcie idei dżucze
Ideologiczny spór zarówno z KPZR, jak i KPCh ostygł w latach 60. Kierownictwo Partii Pracy ostatecznie zachowało neutralność w konflikcie między mocarstwami. Neutralność poskutkowała uruchomieniem w 1966 programu dżucze mającego doprowadzić KRLD do zupełnej samowystarczalności i niezależności. W 1968 KRLD wzięła do niewoli amerykański okręt wojenny USS Pueblo. Zatrzymanie okrętu wojennego dowodziło, że Kim Ir Sen realizował własną strategię zimnej wojny, niezależną od ZSRR i Chin. W 1975 KRLD chcąc po raz kolejny zademonstrować swoją niezależność przystąpiła do Ruchu państw niezaangażowanych. Wraz z rozpoczęciem polityki neutralności Kim zaczął rozbudowywać własny kult jednostki, a wraz z przeprowadzonymi pod koniec lat 50. wewnątrzpartyjnymi czystkami coraz większą rolę w partii zaczęła mieć rodzina przywódcy. W 1972 została zmieniona konstytucja KRLD, Kim został prezydentem i sekretarzem generalnym partii. Zmieniona została także jego oficjalna biografia, według nowej wersji był przedstawiany jako jedyny założyciel Partii Pracy Korei.

##### Polityka zagraniczna

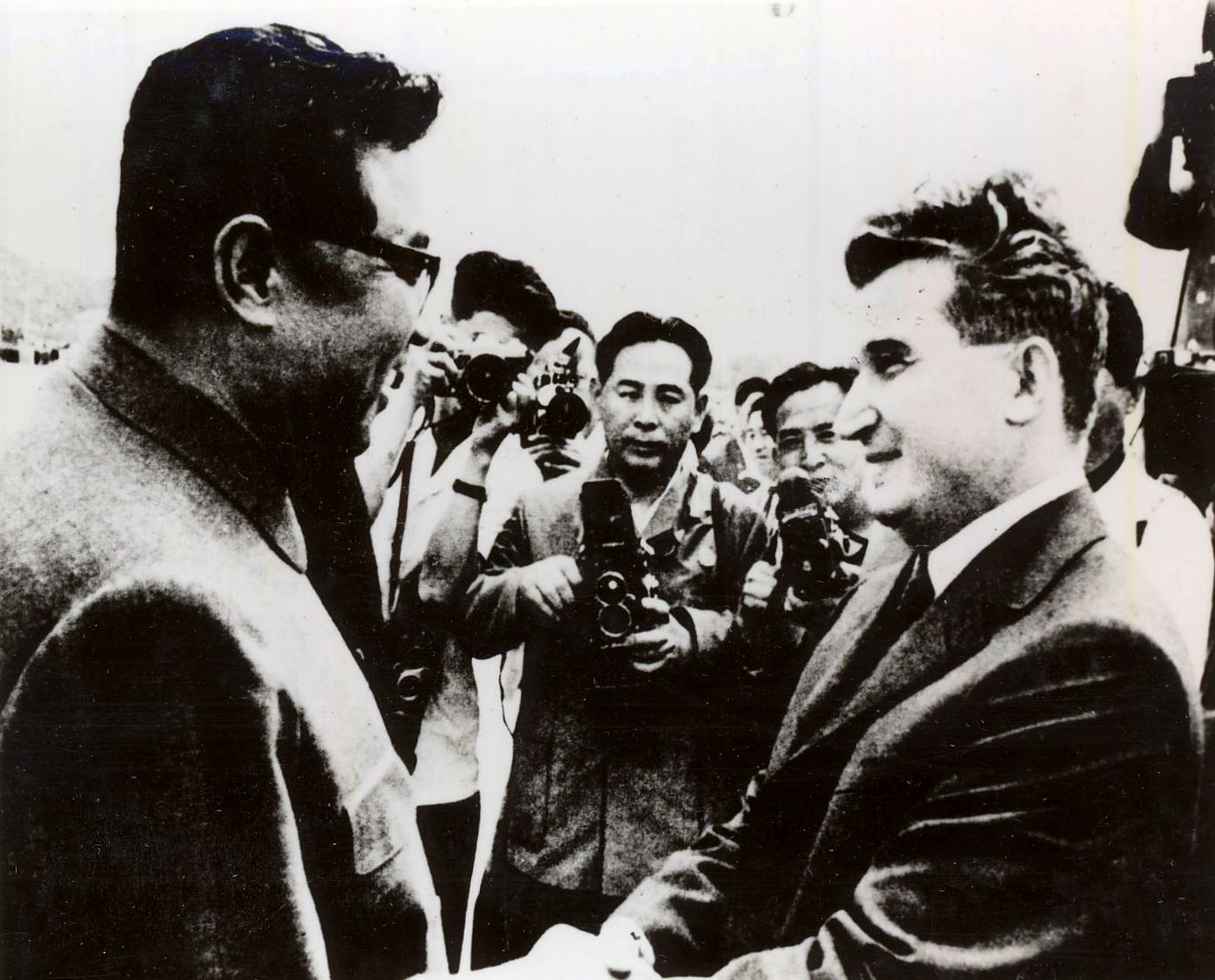
Kim Ir Sen i Nicolae Ceaușescu (1971)

Od lat 70. w polityce zagranicznej Korei Północnej coraz mniej liczyła się współpraca z krajami bloku komunistycznego. Jedynymi krajami socjalistycznymi z którymi Kim pozostawał w bliższych relacjach była Niemiecka Republika Demokratyczna rządzona przez Ericha Honeckera, Jugosławia Josipa Broz Tity i Rumunia w czasach Nicolae Ceaușescu. Ceaușescu po tym gdy odwiedził Koreę zaczął wcielać w życie reguły życia społecznego panujące w Korei Północnej, zainspirowany głównie dżucze. Kosztem relacji z blokiem wschodnim poprawie uległy stosunki Koreańskiej Republiki Ludowo-Demokratycznej z Trzecim Światem. W latach zimnej wojny wspierał zagraniczne ruchy partyzanckie, udzielając wsparcia m.in. niepodległościowemu FRELIMO z Mozambiku, Wietkongowi czy według niektórych źródeł komunistycznym partyzantom na Filipinach i Japońskiej Armii Czerwonej. W czasie wojny Jom Kipur wysłał państwom arabskim walczącym z Izraelem kilkunastu pilotów wojskowych mających wspomóc ich wysiłek wojskowy, a w czasie wojny iracko-irańskiej wysłał wsparcie zaopatrzeniowe wojskom irańskim. Rząd Kima nawiązał współpracę wojskową z kilkoma państwami Afryki w tym z Zimbabwe, której to armię trenowali północnokoreańscy oficerowie oraz prowadził wzmożony eksport broni, głównie do Pakistanu. W 1970 z entuzjazmem przyjął pomysł kambodżańskiego króla Norodoma Sihanouka polegający na utworzeniu jednolitego frontu azjatyckich krajów rewolucyjnych (Chin, Laosu, Wietnamu Północnego, KRLD i Kambodży). Pomysł upadł na skutek opozycji Wietnamu.

###### Relacje Północ-Południe
Pod koniec lat 60. powrócił problem relacji Południe-Północ. W dalszym ciągu w Korei Południowej stacjonowały wojska amerykańskie, a granice Korei dzielił szeroki na cztery i długi na 238 kilometrów pas niezamieszkanej ziemi – strefa zdemilitaryzowana. Jej środkiem biegła linia demarkacyjna. W 1968 doszło do wzajemnych starć między siłami KRLD a Koreą Południową i Stanami Zjednoczonymi, w wyniku których po obu stronach poległo kilkuset żołnierzy.
W ciągu dekady lat 80. ożywił prowadzone od 1971 negocjacje z Koreą Południową i podpisał z Koreą Południową układ o pojednaniu i nieagresji. 10 października 1980 podczas VI Kongresu Partii Pracy Korei zaproponował nawet formułę zjednoczenia obu Korei polegającą na utworzeniu na terenie całego Półwyspu Koreańskiego Demokratycznej Federalnej Republiki Korei, mającej funkcjonować jako federacja obu państw, z zachowaniem odrębnych rządów, a tym samym systemów politycznych. Idea jest często wykorzystywana przez aparat propagandy Korei Północnej, jednak nie wywołała dużego odzewu za granicą.

##### Gospodarka
W latach 60. i 70., przy pomocy centralnie sterowanej ekonomii, Korei Północnej udawało się utrzymać względnie wysoki wzrost gospodarczy. Gospodarka północnokoreańska do późnych lat 70. była uznawana za silniejszą od południowokoreańskiej. Na początku lat 80. rozpoczął dążenia do utworzenia własnego programu atomowego. W tym celu zakupił w Iranie technologie potrzebne do jego budowy. Poważne kłopoty gospodarcze zaczęły się w latach 90., kiedy silnym ciosem dla KRLD okazał się upadek ZSRR i związane z tym zerwanie strategicznych umów handlowych. Rozwiązanie ZSRR skłoniło KRLD do pewnej liberalizacji gospodarki. W 1991 z inicjatywy Kima powstała Specjalna Strefa Ekonomiczna Rajin-Sonbong znajdująca się przy granicy z Chinami i Rosją. Równocześnie Kim stale rozwijał armię która w 1992 liczyła już milion żołnierzy. Po śmierci jego ciało zostało zmumifikowane (zabalsamowane). Przywódcą Korei Północnej został po jego śmierci syn, Kim Dzong Il.

## Kult
W Korei Północnej znajduje się ponad 500 pomników Kim Ir Sena. W Pjongjangu znajduje się Uniwersytet im. Kim Ir Sena, Stadion im. Kim Ir Sena, Plac Kim Ir Sena, a także wzniesiony na jego cześć oraz ideologii dżucze 170-metrowy monument – Wieża Idei Dżucze. Portret Kim Ir Sena widnieje na wielu banknotach północnokoreańskich. W okresie od 1940 do 2000 Kim Ir Sen został odznaczony ponad 230 orderami, medalami, nagrodami i zaszczytnymi tytułami pochodzącymi z ponad 70 krajów i od więcej niż 10 organizacji międzynarodowych (m.in. w 1956 otrzymał Order Odrodzenia Polski I klasy). Stworzony przez niego kult jednostki, widoczny na każdym kroku, ukazał m.in. Andrzej Fidyk w filmie dokumentalnym Defilada.

## Życie prywatne
Kim Man Il (kor. 김만일, ur. 1944, zm. 1947) – był drugim synem Kim Ir Sena i jego pierwszej żony, Kim Dzong Suk. Młodszy brat Kim Dzong Ila. W 1941 we wsi Wiatskoje, gdzie wówczas przebywali Kim Ir Sen i jego żona, urodził się Kim Dzong Il. Wewnątrz rodziny, był nazywany Szura. Oficjalne źródła państwowe Korei Północnej podają, że Kim Man Il i jego starszy brat Kim Dzong Il rozumieli się bardzo dobrze, bawili się razem. Latem 1947, Kim Man Il i jego brat bawili się w stawie znajdującym się w Pjongjangu. W pewnym momencie Szura utonął. Nie udało się do tej pory wyjaśnić przyczyny utonięcia, jednak przypuszcza się, że za śmiercią Kim Man Ila mógł stać Kim Dzong Il.

## Genealogia
|              |              |              |              |              |              |              |              |              |              |              |              |               |               |               |               |               |               |              |              |                |                |                |                |                |                |             |             |              |              |               |               | Kim Song-ryeong |               |               |               |               |               |            |            |               |               |               |               |               |               |              |              |                 |                 |                 |                 |                 |                 |  |  |               |               |               |               |               |               |  |  |               |               |               |               |               |               |  |  |             |             |             |             |             |             |
|              |              |              |              |              |              |              |              |              |              |              |              |               |               |               |               |               |               |              |              |                |                |                |                |                |                |             |             |              |              |               |               |                 |               |               |               |               |               |            |            |               |               |               |               |               |               |              |              |                 |                 |                 |                 |                 |                 |  |  |               |               |               |               |               |               |  |  |               |               |               |               |               |               |  |  |             |             |             |             |             |             |
|              |              |              |              |              |              |              |              |              |              |              |              |               |               |               |               |               |               |              |              |                |                |                |                |                |                |             |             |              |              |               |               | Kim Ung-u       |               |               |               |               |               |            |            |               |               |               |               |               |               |              |              |                 |                 |                 |                 |                 |                 |  |  |               |               |               |               |               |               |  |  |               |               |               |               |               |               |  |  |             |             |             |             |             |             |
|              |              |              |              |              |              |              |              |              |              |              |              |               |               |               |               |               |               |              |              |                |                |                |                |                |                |             |             |              |              |               |               |                 |               |               |               |               |               |            |            |               |               |               |               |               |               |              |              |                 |                 |                 |                 |                 |                 |  |  |               |               |               |               |               |               |  |  |               |               |               |               |               |               |  |  |             |             |             |             |             |             |
|              |              |              |              |              |              |              |              |              |              |              |              |               |               |               |               |               |               |              |              |                |                |                |                |                |                |             |             |              |              |               |               | Kim Bo-hyon     |               |               |               |               |               |            |            |               |               |               |               |               |               |              |              |                 |                 |                 |                 |                 |                 |  |  |               |               |               |               |               |               |  |  |               |               |               |               |               |               |  |  |             |             |             |             |             |             |
|              |              |              |              |              |              |              |              |              |              |              |              |               |               |               |               |               |               |              |              |                |                |                |                |                |                |             |             |              |              |               |               |                 |               |               |               |               |               |            |            |               |               |               |               |               |               |              |              |                 |                 |                 |                 |                 |                 |  |  |               |               |               |               |               |               |  |  |               |               |               |               |               |               |  |  |             |             |             |             |             |             |
|              |              |              |              |              |              |              |              |              |              |              |              |               |               |               |               |               |               |              |              |                |                |                |                |                |                |             |             |              |              |               |               | Kim Hyong Jik   | Kim Hyong Jik | Kim Hyong Jik | Kim Hyong Jik | Kim Hyong Jik | Kim Hyong Jik |            |            | Kang Pan Sŏk  | Kang Pan Sŏk  | Kang Pan Sŏk  | Kang Pan Sŏk  | Kang Pan Sŏk  | Kang Pan Sŏk  |              |              |                 |                 |                 |                 |                 |                 |  |  |               |               |               |               |               |               |  |  |               |               |               |               |               |               |  |  |             |             |             |             |             |             |
|              |              |              |              |              |              |              |              |              |              |              |              |               |               |               |               |               |               |              |              |                |                |                |                |                |                |             |             |              |              |               |               | Kim Hyong Jik   | Kim Hyong Jik | Kim Hyong Jik | Kim Hyong Jik | Kim Hyong Jik | Kim Hyong Jik |            |            | Kang Pan Sŏk  | Kang Pan Sŏk  | Kang Pan Sŏk  | Kang Pan Sŏk  | Kang Pan Sŏk  | Kang Pan Sŏk  |              |              |                 |                 |                 |                 |                 |                 |  |  |               |               |               |               |               |               |  |  |               |               |               |               |               |               |  |  |             |             |             |             |             |             |
|              |              |              |              |              |              |              |              |              |              |              |              |               |               |               |               |               |               |              |              |                |                |                |                |                |                |             |             |              |              |               |               |                 |               |               |               |               |               |            |            |               |               |               |               |               |               |              |              |                 |                 |                 |                 |                 |                 |  |  |               |               |               |               |               |               |  |  |               |               |               |               |               |               |  |  |             |             |             |             |             |             |
|              |              |              |              |              |              |              |              |              |              |              |              |               |               |               |               |               |               |              |              |                |                |                |                |                |                |             |             |              |              | Kim Dzong Suk | Kim Dzong Suk | Kim Dzong Suk   | Kim Dzong Suk | Kim Dzong Suk | Kim Dzong Suk |               |               | Kim Ir Sen | Kim Ir Sen | Kim Ir Sen    | Kim Ir Sen    | Kim Ir Sen    | Kim Ir Sen    |               |               | Kim Sŏng Ae  | Kim Sŏng Ae  | Kim Sŏng Ae     | Kim Sŏng Ae     | Kim Sŏng Ae     | Kim Sŏng Ae     |                 |                 |  |  |               |               |               |               |               |               |  |  |               |               |               |               |               |               |  |  |             |             |             |             |             |             |
|              |              |              |              |              |              |              |              |              |              |              |              |               |               |               |               |               |               |              |              |                |                |                |                |                |                |             |             |              |              | Kim Dzong Suk | Kim Dzong Suk | Kim Dzong Suk   | Kim Dzong Suk | Kim Dzong Suk | Kim Dzong Suk |               |               | Kim Ir Sen | Kim Ir Sen | Kim Ir Sen    | Kim Ir Sen    | Kim Ir Sen    | Kim Ir Sen    |               |               | Kim Sŏng Ae  | Kim Sŏng Ae  | Kim Sŏng Ae     | Kim Sŏng Ae     | Kim Sŏng Ae     | Kim Sŏng Ae     |                 |                 |  |  |               |               |               |               |               |               |  |  |               |               |               |               |               |               |  |  |             |             |             |             |             |             |
|              |              |              |              |              |              |              |              |              |              |              |              |               |               |               |               |               |               |              |              |                |                |                |                |                |                |             |             |              |              |               |               |                 |               |               |               |               |               |            |            |               |               |               |               |               |               |              |              |                 |                 |                 |                 |                 |                 |  |  |               |               |               |               |               |               |  |  |               |               |               |               |               |               |  |  |             |             |             |             |             |             |
|              |              |              |              |              |              |              |              |              |              |              |              |               |               |               |               |               |               |              |              |                |                |                |                |                |                |             |             |              |              |               |               |                 |               |               |               |               |               |            |            |               |               |               |               |               |               |              |              |                 |                 |                 |                 |                 |                 |  |  |               |               |               |               |               |               |  |  |               |               |               |               |               |               |  |  |             |             |             |             |             |             |
|              |              |              |              |              |              |              |              |              |              |              |              |               |               |               |               |               |               |              |              |                |                |                |                |                |                |             |             |              |              |               |               |                 |               |               |               |               |               |            |            |               |               |               |               |               |               |              |              |                 |                 |                 |                 |                 |                 |  |  |               |               |               |               |               |               |  |  |               |               |               |               |               |               |  |  |             |             |             |             |             |             |
|              |              |              |              |              |              |              |              |              |              |              |              |               |               |               |               |               |               |              |              |                |                |                |                |                |                |             |             |              |              |               |               |                 |               |               |               |               |               |            |            |               |               |               |               |               |               |              |              |                 |                 |                 |                 |                 |                 |  |  |               |               |               |               |               |               |  |  |               |               |               |               |               |               |  |  |             |             |             |             |             |             |
| Kim Yŏng Suk | Kim Yŏng Suk | Kim Yŏng Suk | Kim Yŏng Suk | Kim Yŏng Suk | Kim Yŏng Suk |              |              | Sŏng Hye Rim | Sŏng Hye Rim | Sŏng Hye Rim | Sŏng Hye Rim | Sŏng Hye Rim  | Sŏng Hye Rim  |               |               | Kim Dzong Il  | Kim Dzong Il  | Kim Dzong Il | Kim Dzong Il | Kim Dzong Il   | Kim Dzong Il   |                |                | Ko Yŏng Hŭi    | Ko Yŏng Hŭi    | Ko Yŏng Hŭi | Ko Yŏng Hŭi | Ko Yŏng Hŭi  | Ko Yŏng Hŭi  |               |               | Kim Ok          | Kim Ok        | Kim Ok        | Kim Ok        | Kim Ok        | Kim Ok        |            |            | Kim Kyŏng Hŭi | Kim Kyŏng Hŭi | Kim Kyŏng Hŭi | Kim Kyŏng Hŭi | Kim Kyŏng Hŭi | Kim Kyŏng Hŭi |              |              | Jang Sŏng T’aek | Jang Sŏng T’aek | Jang Sŏng T’aek | Jang Sŏng T’aek | Jang Sŏng T’aek | Jang Sŏng T’aek |  |  | Kim Kyŏng Jin | Kim Kyŏng Jin | Kim Kyŏng Jin | Kim Kyŏng Jin | Kim Kyŏng Jin | Kim Kyŏng Jin |  |  | Kim P’yŏng Il | Kim P’yŏng Il | Kim P’yŏng Il | Kim P’yŏng Il | Kim P’yŏng Il | Kim P’yŏng Il |  |  | Kim Yŏng Il | Kim Yŏng Il | Kim Yŏng Il | Kim Yŏng Il | Kim Yŏng Il | Kim Yŏng Il |
| Kim Yŏng Suk | Kim Yŏng Suk | Kim Yŏng Suk | Kim Yŏng Suk | Kim Yŏng Suk | Kim Yŏng Suk |              |              | Sŏng Hye Rim | Sŏng Hye Rim | Sŏng Hye Rim | Sŏng Hye Rim | Sŏng Hye Rim  | Sŏng Hye Rim  |               |               | Kim Dzong Il  | Kim Dzong Il  | Kim Dzong Il | Kim Dzong Il | Kim Dzong Il   | Kim Dzong Il   |                |                | Ko Yŏng Hŭi    | Ko Yŏng Hŭi    | Ko Yŏng Hŭi | Ko Yŏng Hŭi | Ko Yŏng Hŭi  | Ko Yŏng Hŭi  |               |               | Kim Ok          | Kim Ok        | Kim Ok        | Kim Ok        | Kim Ok        | Kim Ok        |            |            | Kim Kyŏng Hŭi | Kim Kyŏng Hŭi | Kim Kyŏng Hŭi | Kim Kyŏng Hŭi | Kim Kyŏng Hŭi | Kim Kyŏng Hŭi |              |              | Jang Sŏng T’aek | Jang Sŏng T’aek | Jang Sŏng T’aek | Jang Sŏng T’aek | Jang Sŏng T’aek | Jang Sŏng T’aek |  |  | Kim Kyŏng Jin | Kim Kyŏng Jin | Kim Kyŏng Jin | Kim Kyŏng Jin | Kim Kyŏng Jin | Kim Kyŏng Jin |  |  | Kim P’yŏng Il | Kim P’yŏng Il | Kim P’yŏng Il | Kim P’yŏng Il | Kim P’yŏng Il | Kim P’yŏng Il |  |  | Kim Yŏng Il | Kim Yŏng Il | Kim Yŏng Il | Kim Yŏng Il | Kim Yŏng Il | Kim Yŏng Il |
|              |              |              |              |              |              |              |              |              |              |              |              |               |               |               |               |               |               |              |              |                |                |                |                |                |                |             |             |              |              |               |               |                 |               |               |               |               |               |            |            |               |               |               |               |               |               |              |              |                 |                 |                 |                 |                 |                 |  |  |               |               |               |               |               |               |  |  |               |               |               |               |               |               |  |  |             |             |             |             |             |             |
|              |              |              |              |              |              |              |              |              |              |              |              |               |               |               |               |               |               |              |              |                |                |                |                |                |                |             |             |              |              |               |               |                 |               |               |               |               |               |            |            |               |               |               |               |               |               |              |              |                 |                 |                 |                 |                 |                 |  |  |               |               |               |               |               |               |  |  |               |               |               |               |               |               |  |  |             |             |             |             |             |             |
|              |              |              |              | Kim Sŏl Song | Kim Sŏl Song | Kim Sŏl Song | Kim Sŏl Song | Kim Sŏl Song | Kim Sŏl Song |              |              | Kim Dzong Nam | Kim Dzong Nam | Kim Dzong Nam | Kim Dzong Nam | Kim Dzong Nam | Kim Dzong Nam |              |              | Kim Dzong Czol | Kim Dzong Czol | Kim Dzong Czol | Kim Dzong Czol | Kim Dzong Czol | Kim Dzong Czol |             |             | Kim Dzong Un | Kim Dzong Un | Kim Dzong Un  | Kim Dzong Un  | Kim Dzong Un    | Kim Dzong Un  |               |               | Ri Sŏl Ju     | Ri Sŏl Ju     | Ri Sŏl Ju  | Ri Sŏl Ju  | Ri Sŏl Ju     | Ri Sŏl Ju     |               |               | Kim Jo Dzong  | Kim Jo Dzong  | Kim Jo Dzong | Kim Jo Dzong | Kim Jo Dzong    | Kim Jo Dzong    |                 |                 |                 |                 |  |  |               |               |               |               |               |               |  |  |               |               |               |               |               |               |  |  |             |             |             |             |             |             |
|              |              |              |              | Kim Sŏl Song | Kim Sŏl Song | Kim Sŏl Song | Kim Sŏl Song | Kim Sŏl Song | Kim Sŏl Song |              |              | Kim Dzong Nam | Kim Dzong Nam | Kim Dzong Nam | Kim Dzong Nam | Kim Dzong Nam | Kim Dzong Nam |              |              | Kim Dzong Czol | Kim Dzong Czol | Kim Dzong Czol | Kim Dzong Czol | Kim Dzong Czol | Kim Dzong Czol |             |             | Kim Dzong Un | Kim Dzong Un | Kim Dzong Un  | Kim Dzong Un  | Kim Dzong Un    | Kim Dzong Un  |               |               | Ri Sŏl Ju     | Ri Sŏl Ju     | Ri Sŏl Ju  | Ri Sŏl Ju  | Ri Sŏl Ju     | Ri Sŏl Ju     |               |               | Kim Jo Dzong  | Kim Jo Dzong  | Kim Jo Dzong | Kim Jo Dzong | Kim Jo Dzong    | Kim Jo Dzong    |                 |                 |                 |                 |  |  |               |               |               |               |               |               |  |  |               |               |               |               |               |               |  |  |             |             |             |             |             |             |
|              |              |              |              |              |              |              |              |              |              |              |              |               |               |               |               |               |               |              |              |                |                |                |                |                |                |             |             |              |              |               |               |                 |               |               |               |               |               |            |            |               |               |               |               |               |               |              |              |                 |                 |                 |                 |                 |                 |  |  |               |               |               |               |               |               |  |  |               |               |               |               |               |               |  |  |             |             |             |             |             |             |
|              |              |              |              |              |              |              |              |              |              |              |              | Kim Han-sol   | Kim Han-sol   | Kim Han-sol   | Kim Han-sol   | Kim Han-sol   | Kim Han-sol   |              |              |                |                |                |                |                |                |             |             |              |              |               |               | Kim Dzu Ae      | Kim Dzu Ae    | Kim Dzu Ae    | Kim Dzu Ae    | Kim Dzu Ae    | Kim Dzu Ae    |            |            |               |               |               |               |               |               |              |              |                 |                 |                 |                 |                 |                 |  |  |               |               |               |               |               |               |  |  |               |               |               |               |               |               |  |  |             |             |             |             |             |             |